# Csaplár János
Csaplár János (Bakabánya, 1878. február 23. – Veszprém, 1920. augusztus 3.) tanító, iskolaigazgató, kommunista pártmunkás.

## Élete
Csaplár József és Godor Márta fia, vallása római katolikus. Tanítói oklevelet szerzett Győrben, és 1890-től tanítóként dolgozott Devecserben. Az első világháború idején besorozták, azonban tüdősérülés miatt leszerelt. Az őszirózsás forradalom idején a földosztás mellett kampányolt. A Magyarországi Tanácsköztársaság alatt kinevezik a devecseri iskola igazgatójának. 1919. május 5-én, a devecseri ellenforradalmárok fogságába került, de rövid időn belül kiszabadították. Szamuely László segédeként, a forradalmi törvényszék vádbiztosa lett Devecserben. A rögtönítélő bíróság tagjaként, Csaplár ítélte halálra Baják István tartalékos hadnagyot és Ferenczi Lajos szakaszvezetőt, valamint Krassovszky Gyula tanárt. A proletárdiktatúra bukása után bujkálni kényszerült, azonban felismerték és elfogták. A Budapesti Királyi Büntető Törvényszék Csaplárt halálra ítélte és 1920. augusztus 3-án kivégezték. Felesége Dióssy Margit volt.